# Repubblica dell'Altaj

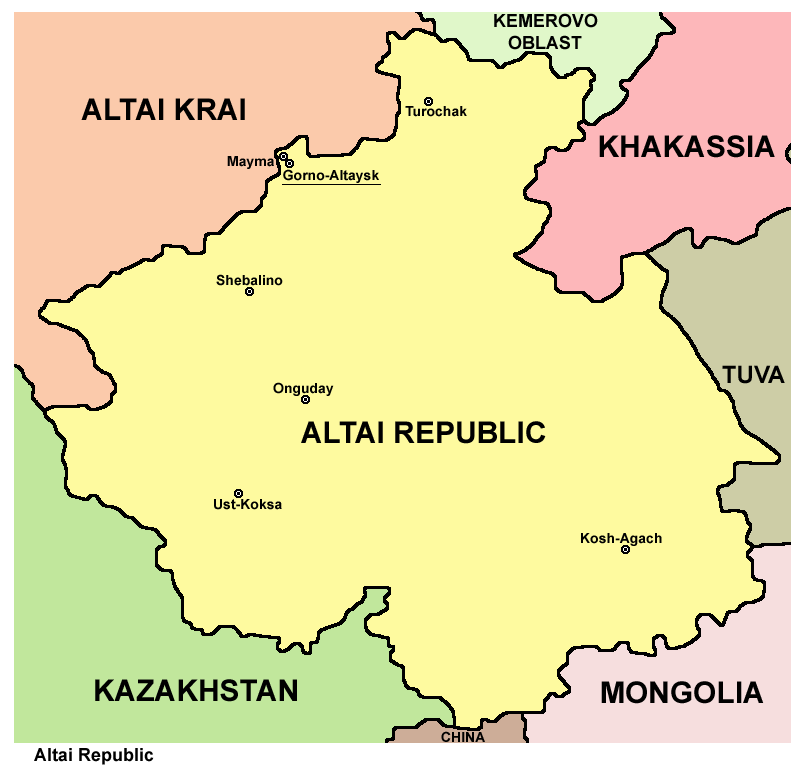

La Repubblica dell'Altaj (in russo Республика Алтай, Respublika Altaj, in altai Алтай Республика, Altaj Respublika) è una repubblica della Russia, situata nel sud della Siberia ai confini con il Territorio dell'Altaj, il Kazakistan, la Cina, la Mongolia, Tuva, la Chakassia e l'Oblast di Kemerovo.

## Geografia fisica

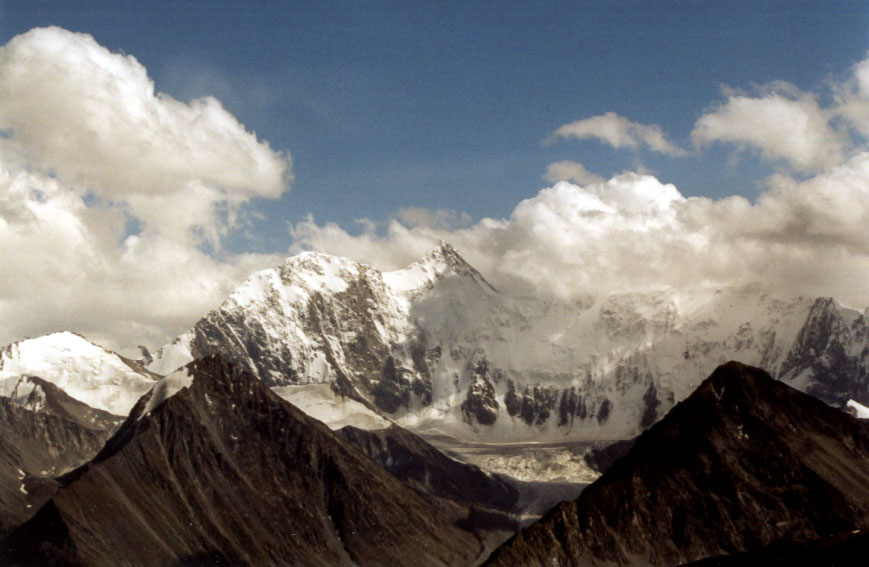
Monte Belucha

La capitale è Gorno-Altajsk; altre città minori sono Majma, Koš-Agač, Turočak, Ongudaj, Šebalino, Ust'-Koksa, Ust'-Kan, Aktaš, Čemal, Kyzyl-Ozek, Ulagan, Ust'-Sema, Ust'-Ulagan, Čoja.
Montuosa e ricca di foreste a sud (monti Altaj), la regione è più fertile a nord (cereali, cotone e allevamento); inoltre gode di notevoli risorse del sottosuolo (oro, argento, piombo, zinco, rame, ferro e carbone).
Il clima continentale presenta estati brevi e calde, e inverni lunghissimi e freddi. I rilievi sono caratterizzati da alte montagne, separate da strette e profonde valli fluviali, e alcuni grandi bacini lacustri. Il monte più alto - Belucha (Kadyny-Bažy) - 4506 m, è il punto più alto della Siberia.
La rete idrografica comprende più di 20 migliaia di corsi d'acqua con una lunghezza totale di più di 60 000 km e circa 7 000 laghi con superficie totale di più di 600 km². I fiumi più lunghi sono il Katun' e Bija, che uniti formano il fiume Ob' - tra i più grandi fiumi della Siberia. Il lago più esteso è il Teleckoe (Altyn-Kel) con una superficie di 230,8 km² e una profondità di 325 metri.

## Fuso orario
La Repubblica dell'Altaj si trova nel fuso orario designato ai sensi della norma internazionale per il fuso orario di Krasnojarsk (KRAT, UTC+7).

## Suddivisioni amministrative
La divisione amministrativa di secondo livello della Repubblica dell'Altaj comprende 10 rajon (distretti) e 1 città sotto la giurisdizione della oblast'.

### Rajon
La Repubblica dell'Altaj comprende 10 rajon (fra parentesi il capoluogo):
- Čemal'skij (Čemal)
- Čojskij (Čoja)
- Koš-Agačskij (Koš-Agač)
- Majminskij (Majma)
- Ongudajskij (Ongudaj)
- Šebalinskij (Šebalino)
- Turočakskij (Turočak)
- Ulaganskij (Ust'-Ulagan)
- Ust'-Kanskij (Ust'-Kan)
- Ust'-Koksinskij (Ust'-Koksa)

### Città
L'unico centro urbano della Repubblica dell'Altaj con status di città è il capoluogo Gorno-Altajsk.

### Insediamenti di tipo urbano
Nella Repubblica dell'Altaj non si trova alcun centro urbano con status di insediamento di tipo urbano.

## Economia
L'economia è basata sull'agricoltura (zootecnia e orticoltura) e sul turismo.

## Arte
Già in tempi antichi nacque la civiltà del bronzo, che produsse piccoli pezzi nello stile animalistico che si diffusero verso ovest influenzando anche l'arte delle steppe occidentali.
Si distinsero tre fasi storiche particolari, come quella di Andronovo, dal 1700 al 1200 a.C., quella di Karasuk, dal 1200 al 700 a.C. e la cultura di Tagar, dal 700 al 100 a.C. costituita da una popolazione formata da nomadi e cavalieri. Dalla zona dell'Altaj nacque un proficuo scambio culturale-produttivo con le affini popolazioni prossime al Fiume Giallo e una conseguente diffusione dello stile animalistico nella arte cinese dall'epoca dei Regni Combattenti in poi. In periodi successivi si svilupperà un'ondata artistica di ritorno dalla Cina verso i territori dell'Altai, rielaborata e maggiormente raffinata e stilizzata.
L'arte dell'Altaj è soprattutto caratterizzata dalla cultura di Pazyryk e nelle sue manifestazione più tarde, qualche storico intravede influenze dell'arte degli Unni. I prodotti realizzati dall'arte dell'Altaj non sono così dissimili da quelli delle steppe, anche se in questa zona sono stati ritrovati un gran numero di fermagli, borchie, cinturoni e dispositivi equestri, raffigurazioni di combattimenti fra animali reali o fantasiosi, incastri di pietre e vari ornamenti.

## Migrazioni
Le comparazioni tra genomi delle popolazioni indigene centro-americane, indicano una compatibilità con i genomi di alcune popolazioni russe, con un particolare riferimento a quelle della repubblica di Altai. Popoli come Mexica, Incas, Mayas, etc. avrebbero i loro progenitori nei nomadi delle steppe del sud Siberia che avrebbero oltrepassato lo stretto di Bering 20-30.000 anni fa sfruttando una sorte di ponte di ghiaccio che univa allora il continente asiatico con quello americano.